# Ахромат

Ахроматична лінза

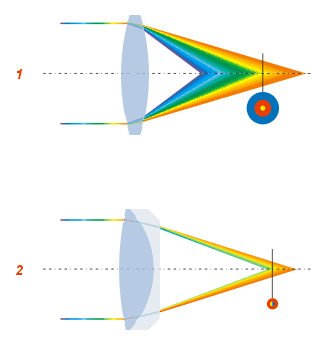
Хроматична аберація на звичайній (1) та ахроматичній (2) лінзі

Ахромат (від грец. άχρωμάτοζ - безкольоровий) — оптична система, в якій майже повністю усунута хроматична аберація. Ахромати застосовуються у далекомірах, біноклях, фотоапаратах, мікроскопах, телескопах тощо.
Зведення зображення в ахроматі відбувається за двома променями, що знаходяться на краях спектра: синього та червоного.